# Klaus Heitmann
Klaus Heitmann (n. 5 iulie 1930, Mülheim an der Ruhr, Germania – d. 25 decembrie 2017, Heidelberg, Germania) a fost un romanist german, membru de onoare al Academiei Române (din 2000). Din 1977 a fost profesor la Universitatea din Heidelberg. A fost doctor honoris causa al Universității din București și al Universității din Galați.